# Luemschwiller
Luemschwiller är en kommun i departementet Haut-Rhin i regionen Grand Est (tidigare regionen Alsace) i nordöstra Frankrike. Kommunen ligger i kantonen Altkirch som tillhör arrondissementet Altkirch. År 2022 hade Luemschwiller 747 invånare.

## Befolkningsutveckling
Antalet invånare i kommunen Luemschwiller
| Referens: INSEE |